# Jaime Montestrela
Jaime Montestrela (* 12. Juni 1925 in Lissabon; † 8. November 1975 in Paris) ist ein fiktiver portugiesischer Dichter und Schriftsteller, erfunden von dem französischen Autor Hervé Le Tellier.

## Fiktiver Lebenslauf
Jaime Montestrela, Sohn eines Portugiesen und einer Spanierin, gehörte zu jener portugiesischen Schriftstellergeneration, die während des Salazar-Regimes anfing zu schreiben und sich politisch zu engagieren, wie auch Augusto Abaleira und Eugénio de Andrade. Montestrela studierte Medizin und begann am Miguel Bombarda Krankenhaus in Lissabon als Psychiater zu arbeiten. 1950 veröffentlichte er seinen ersten Gedichtband, Prisão, unter dem Pseudonym Jaime Caixas, nach dem gleichnamigen Gefängnis für politische Häftlinge. 1951 ging er ins Exil nach Brasilien, lebte in Rio de Janeiro und nahm die brasilianische Staatsbürgerschaft an. Er pflegte eine enge Freundschaft mit dem Schriftsteller und Kritiker Jorge de Sena. Als 1965 das Militär an die Macht kam, verließ er Brasilien und ging nach Paris. Dort starb er 1975 infolge eines geplatzten Aneurysmas.
Die Texte dieses außergewöhnlichen Schriftstellers durchziehen so existenzielle Fragen wie die nach der Abwesenheit Gottes und nach dem Verfall des Körpers. Doch Montestrela schlägt nicht nur ernsthafte Töne an. Seine Sprache ist ebenso humorvoll wie poetisch, auch manchmal derb. Er stand dem Surrealismus nahe und war mit einigen Mitgliedern des Oulipo befreundet, die ihn 1974 als Ehrenmitglied einluden.

## Fiktive Veröffentlichungen
- Prisão (1950)
- Cidade de lama (1962)
- Contos aquosos (1974), einige dieser Anekdoten präsentiert der Erfinder Montestrelas, Hervé Le Tellier, als "französische Übersetzungen" unter dem Titel Contes liquides (Flüssige Erzählungen) im Verlag Éditions de l'Attente, 2012.

## Intertextualität
Einige Kurzgeschichten aus den Contos aquosos von Jaime Montestrela finden sich als Fragmente in dem Roman Eléctrico W des französischen Schriftstellers Hervé Le Tellier wieder. Der Erzähler Vincent Balmer versucht sich darin – wie der Autor selbst – als Übersetzer und Herausgeber von Jaime Montestrelas Texten. Der Roman Eléctrico W erscheint im Herbst 2012 in deutscher Sprache (übersetzt von Jürgen und Romy Ritte) unter dem Titel "Neun Tage in Lissabon".

## Zitat
Montestrelas Texte, oft lustige Kürzestgeschichten, verdichten seltsame Begegnungen und absurde Reflexionen zu knappen Sentenzen, wie folgendes Beispiel zeigt: Am Karfreitag, auf der Insel Tahiroha, essen die zum Christentum konvertierten Kannibalen nur Seemänner.